# Pepón Nieto
José Antonio Nieto Sánchez (n. 20 ianuarie 1967, Estepona⁠(d), Andaluzia, Spania, cunoscut profesional ca Pepón  Nieto) este un actor spaniol.

## Filmografie
- Perfectos desconocidos (2017)
- Vrăjitoarele din Zugarramurdi (2013) - Calvo
- Boystown (2008)
- È già ieri (2004)
- ¡Descongélate! (2003)
- Los novios búlgaros (Bulgarian Lovers) (2003)
- La marcha verde (2002)
- Hombres felices (2001)
- Llombai (2000)
- Pepe Guindo (1999)
- Los años bárbaros (1998)
- El grito en el cielo (1998)
- Allanamiento de morada (1998)
- Cosas que dejé en La Habana (1997)
- El tiempo de la felicidad (1997)
- Perdona bonita, pero Lucas me quería a mí (1997)
- Suerte (1997)
- Asunto interno (1996)
- Más que amor, frenesí (1996)
- Morirás en Chafarinas (1995)
- La boutique del llanto (1995)
- Luismi (1995)
- Dias contados (1994)

### Seriale TV
- Periodistas (1998–2002).
- La vida de Rita (2003).[4]
- Los hombres de Paco (2005–2010; 2021).
- Sé quién eres (2017), as Inspector Giralt.
- 30 monedas (2020–)[5]